# Joppidium fuscipenne
Joppidium fuscipenne är en stekelart som först beskrevs av Brulle 1846.  Joppidium fuscipenne ingår i släktet Joppidium och familjen brokparasitsteklar. Inga underarter finns listade i Catalogue of Life.